# Elecciones parlamentarias de Chile de 1973
En las elecciones parlamentarias de Chile de 1973, llevadas a cabo el 4 de marzo, a pesar de triunfar la Confederación de la Democracia (alianza formada por los partidos Nacional, Demócrata Cristiano, Democracia Radical, Izquierda Radical y Democrático Nacional), coalición opositora al gobierno de Salvador Allende, ésta no logró su objetivo de obtener los dos tercios necesarios en el Senado para destituir al presidente en ejercicio.
Con la Ley n.º 17.284 aprobada en 1970, se produjo un aumento en la participación del electorado. Estas fueron las primeras elecciones a nivel nacional en que se aplicó dicha reforma, las cuales fueron las más participativas del antiguo sistema democrático: estaba inscrito el 80,6% del electorado (44% de la población nacional), votó el 81% de los inscritos (3,7 millones).
El mismo día de los comicios parlamentarios se realizaron elecciones complementarias de regidores en 13 comunas:
- Pueblo Hundido, que elegía por primera vez los 5 regidores tras la creación de la comuna.
- Salamanca, por fallecimiento de Charo Dib Sacre Méndez (PS).[8]
- Quilicura, por fallecimiento de Jorge Javier Indo Beardesley (PDC).[9]
- San José de Maipo, por fallecimiento de Fernando de la Paz Órdenes (PR).
- Calera de Tango, por fallecimiento de Manuel Osorio Pérez (PDC).
- Rengo, por fallecimiento de Héctor Gustavo Olivares Meléndez (PR).
- Malloa, por fallecimiento de Santiago Jesús Ricotti Ahumada (PDC).
- Hualañé, por fallecimiento de Armando Vergara Vergara (PC).
- Paredones, por fallecimiento de Arsenio Segundo Poblete Poblete (PDC).
- Coelemu, por fallecimiento de Humberto de la Cruz Güenante Mora (PS).
- Lumaco, por fallecimiento de Armin Ruckert Kroll (PN).
- Entre Lagos, que elegía por primera vez los 5 regidores tras la creación de la comuna.
- Puerto Varas, por fallecimiento de Miguel Vicente Benítez Sepúlveda (PS).

También debían realizarse elecciones extraordinarias de regidores en la nueva comuna de Tirúa, sin embargo esta fue creada después de que expirara el plazo de inscripción de candidaturas, por lo que estas no se llevaron a cabo.

## Antecedentes
Desde inicios de la década de los 60, la economía chilena se caracteriza por el crecimiento sostenido de la inflación, situación que fue heredada por el gobierno de Salvador Allende, esta es considerada una de las principales causas de la crisis económica en Chile a partir de 1972. Como respuesta a la inflación, el gobierno implementó el Plan Vuskovic con la pretensión de otorgar mayor control económico al Estado, una de las maneras fue nacionalizando las empresas y la fijación oficial de precios, mediante una economía planificada.[cita requerida]
Otra consecuencia de la inflación fue la insatisfacción de la clase alta y media por las masivas expropiaciones de empresas hacia el sector privado que se demostró en el paro de octubre de 1972, una lucha por frenar las expropiaciones y otorgarles precios ajustados al mercado real, además de la devolución de compañías y el mantenimiento de la propiedad privada. Hubo numerosas manifestaciones sociales en contra de las medidas del gobierno y el alto costo de vida, la mayoría de estas movilizaciones fueron realizadas y apoyadas por la derecha y el Partido Demócrata Cristiano, quienes buscaban desacreditar intensamente la política del gobierno y aislarla socialmente, presionando para que el gobierno desistiera de sus propuestas políticas y renunciara.
Por otro lado, el gobierno de Salvador Allende se caracterizó por continuar con la reforma agraria de Chile iniciada por sus antecesores, pero con la diferencia de que esta fue de mayor magnitud en su administración, expropiando y distribuyendo más de 6 millones de hectáreas de tierras, de los antiguos hacendados, entre miles de campesinos y pequeños propietarios de los campos chilenos. Esta situación generó una mayor división social y política dentro de Chile, sobre todo por el contraste entre los grupos sociales que apoyaban las medidas y avances del gobierno y el descontento que provocaron estas mismas medidas en los diversos sectores de la sociedad.[cita requerida] Finalmente, el país se vio dividido en dos grandes bloques, generando una política tensionada y con tintes de polarización.[cita requerida]

## Partidos políticos y pactos electorales

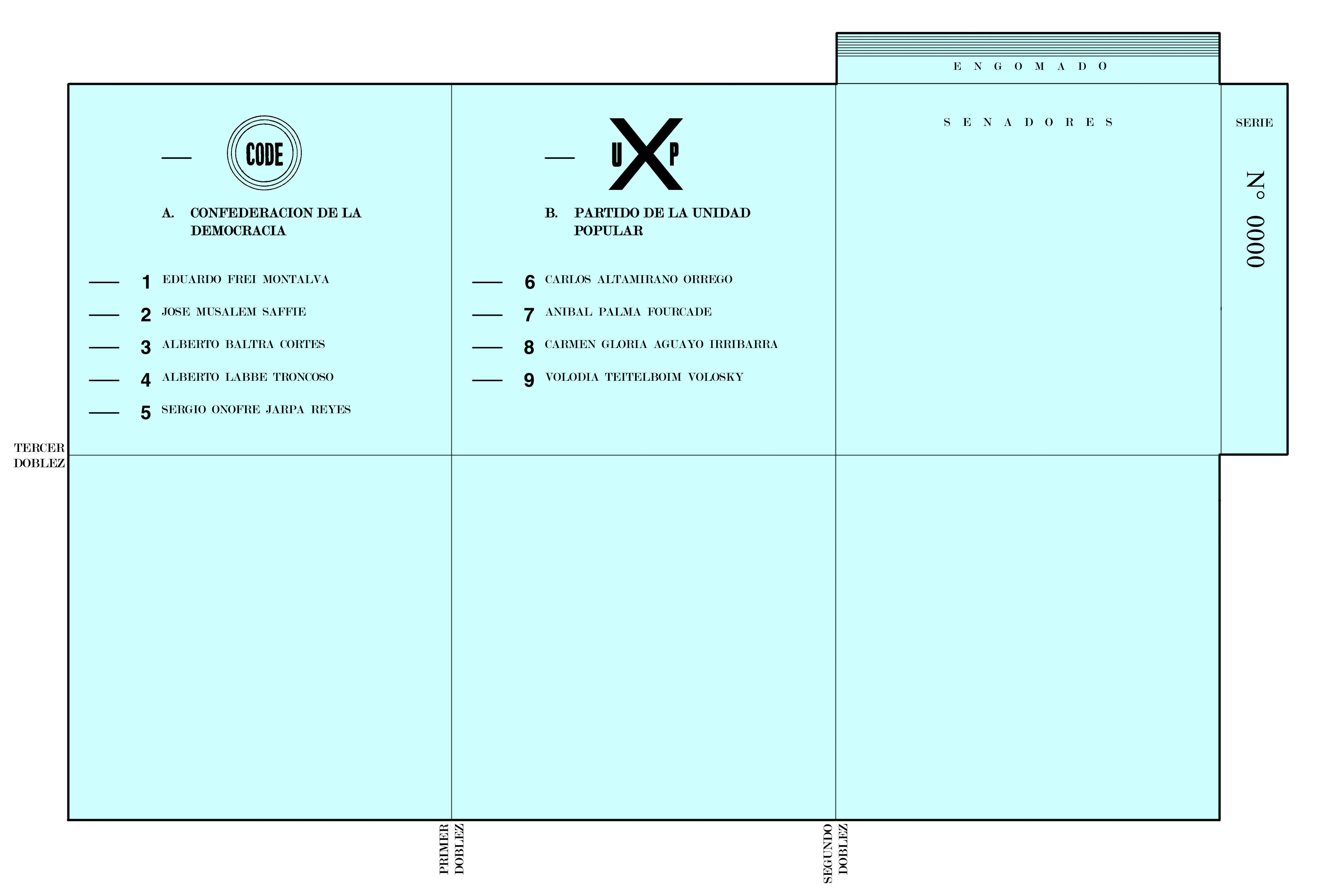
Voto utilizado en la elección de senadores por Santiago.

Antes de esta elección, varios partidos presentaron quiebres internos y se separaron en pequeños bloques. Si bien el grueso de los demócratacristianos lideró la facción freísta, algunos grupos se fraccionaron en el MAPU y la Izquierda Cristiana, que después se sumaron a la Unidad Popular. Por otra parte, algunos radicales disidentes de la directiva central se dividieron en dos partidos: la Democracia Radical, de corte derechista tradicional, y el Partido Izquierda Radical, de tendencia socialdemócrata y moderada, que apoyó a Allende hasta transformarse en oposición en abril de 1972.
De cara a las elecciones, el 6 de julio de 1972 se organizó la Confederación de la Democracia, coalición de partidos de centro y de derecha (agrupados en la Federación de Oposición Democrática y la Federación Nacional-Democracia Radical), que buscaba hacer frente al Partido de la Unidad Popular, federación que agrupaba a los partidos de la coalición oficialista y que también fue constituida el 6 de julio de 1972. Por fuera de los dos principales pactos electorales, compitió además la Unión Socialista Popular, pequeña colectividad de izquierda escindida del Partido Socialista.
| Pacto y partidos                  | Pacto y partidos                      | Pacto y partidos                  | Candidatos | Candidatos | Candidatos |
| Pacto y partidos                  | Pacto y partidos                      | Pacto y partidos                  | Diputados  | Senadores  |            |
| A. Confederación de la Democracia | A. Confederación de la Democracia     | A. Confederación de la Democracia | 149        | 22         |            |
| --------------------------------- | ------------------------------------- | --------------------------------- | ---------- | ---------- | ---------- |
|                                   | Partido Demócrata Cristiano           | PDC                               | 65         | 11         |            |
|                                   | Partido Nacional                      | PN                                | 51         | 6          |            |
|                                   | Democracia Radical                    | DR                                | 13         | 3          |            |
|                                   | Partido Izquierda Radical             | PIR                               | 16         | 2          |            |
|                                   | Partido Democrático Nacional          | PADENA                            | 4          | -          |            |
| B. Partido de la Unidad Popular   | B. Partido de la Unidad Popular       | B. Partido de la Unidad Popular   | 141        | 17         |            |
|                                   | Partido Socialista                    | PS                                | 39         | 5          |            |
|                                   | Partido Comunista                     | PCCh                              | 34         | 5          |            |
|                                   | Partido Radical                       | PR                                | 25         | 5          |            |
|                                   | Movimiento de Acción Popular Unitaria | MAPU                              | 18         | 2          |            |
|                                   | Izquierda Cristiana                   | IC                                | 14         | -          |            |
|                                   | Acción Popular Independiente          | API                               | 11         | -          |            |
| C. Unión Socialista Popular       | C. Unión Socialista Popular           | C. Unión Socialista Popular       | 32         | -          |            |
|                                   | Unión Socialista Popular              | USOPO                             | 32         | -          |            |
| Total de candidatos               | Total de candidatos                   | Total de candidatos               | 322        | 39         |            |
| Fuente: El Mercurio.              |                                       |                                   |            |            |            |

El 6 de noviembre de 1972 se realizó en la Dirección del Registro Electoral el sorteo de ubicación de las listas en la papeleta de votación; la letra A la obtuvo la Confederación de la Democracia (CODE), mientras que la letra B fue asignada a la Unidad Popular y la letra C a la Unión Socialista Popular (USOPO).

## Campaña

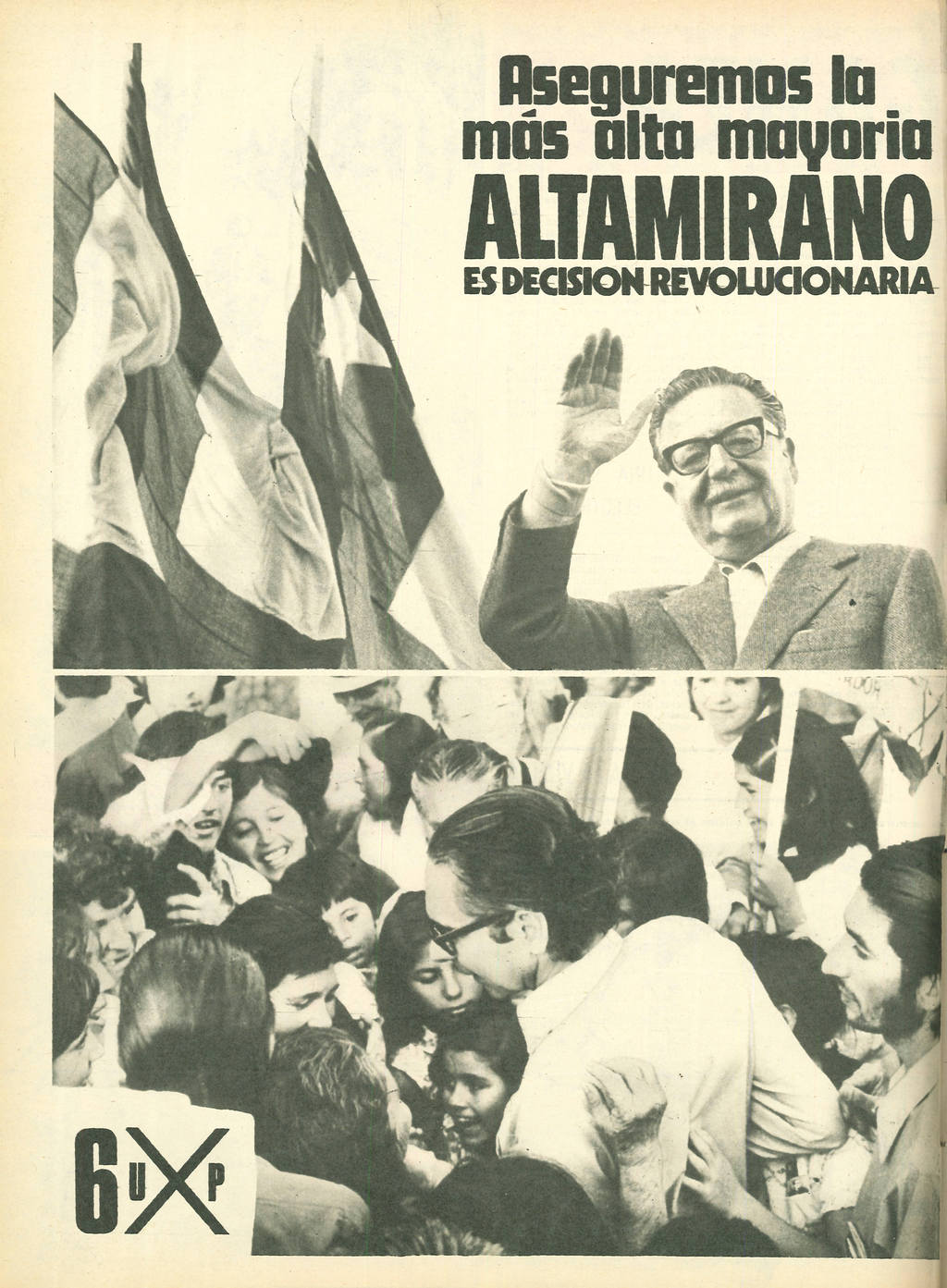
Publicidad de la candidatura a senador de Carlos Altamirano.

El 14 de noviembre de 1972 la Dirección del Registro Electoral publicó en el Diario Oficial de la República de Chile la distribución de tiempos máximos que tendría cada partido político de manera diaria para contratar propaganda pagada en las radioemisoras de cada provincia:
| Provincia                                 | Lista   | Lista | Lista    | Tiempo para cada lista (en minutos) |
| Provincia                                 | A. CODE | B. UP | C. USOPO | Tiempo para cada lista (en minutos) |
| ----------------------------------------- | ------- | ----- | -------- | ----------------------------------- |
| Tarapacá                                  |         |       |          | 20:00                               |
| Antofagasta                               |         |       |          | 20:00                               |
| Atacama                                   |         |       |          | 30:00                               |
| Coquimbo                                  |         |       |          | 30:00                               |
| Aconcagua                                 |         |       |          | 20:00                               |
| Valparaíso                                |         |       |          | 30:00                               |
| Santiago                                  |         |       |          | 20:00                               |
| O'Higgins                                 |         |       |          | 30:00                               |
| Colchagua                                 |         |       |          | 20:00                               |
| Curicó                                    |         |       |          | 20:00                               |
| Talca                                     |         |       |          | 30:00                               |
| Maule                                     |         |       |          | 20:00                               |
| Linares                                   |         |       |          | 20:00                               |
| Ñuble                                     |         |       |          | 30:00                               |
| Concepción                                |         |       |          | 20:00                               |
| Arauco                                    |         |       |          | 20:00                               |
| Bío-Bío                                   |         |       |          | 30:00                               |
| Malleco                                   |         |       |          | 20:00                               |
| Cautín                                    |         |       |          | 20:00                               |
| Valdivia                                  |         |       |          | 30:00                               |
| Osorno                                    |         |       |          | 20:00                               |
| Llanquihue                                |         |       |          | 20:00                               |
| Chiloé                                    |         |       |          | 30:00                               |
| Aysén                                     |         |       |          | 20:00                               |
| Magallanes                                |         |       |          | 20:00                               |
| Fuente: Dirección del Registro Electoral. |         |       |          |                                     |

La campaña electoral se dio en un ambiente de beligerancia entre adherentes al gobierno (agrupados en la UP) y sus opositores (integrados en la CODE): entre el 6 y el 31 de enero de 1973 se registraron 690 detenciones por realizar propaganda no autorizada (449 de la CODE y 241 de la UP) y 15 arrestos por porte ilegal de armas de fuego (6 de la UP y 9 de la CODE).

## Encuestas
| Encuesta        | Fecha    | CODE  | UP    | NS/NR |
| --------------- | -------- | ----- | ----- | ----- |
| Encuesta        | Fecha    |       |       | NS/NR |
| CEDEM           | Dic-1972 | 47,4% | 39,5% | 13,1% |
| M. Hamuy        | Ene-1973 | 49,4% | 36,6% | 8,9%  |
| CEDEM           | Feb-1973 | 45,5% | 37,4% | 17,1% |
| IDOP            | Feb-1973 | 61,6% | 31,2% | 7,2%  |
| Investigaciones | Feb-1973 | 51,8% | 43,7% | 4,8%  |
| PS              | Feb-1973 | 45,5% | 37,4% | 17,1% |

## Desarrollo de las elecciones

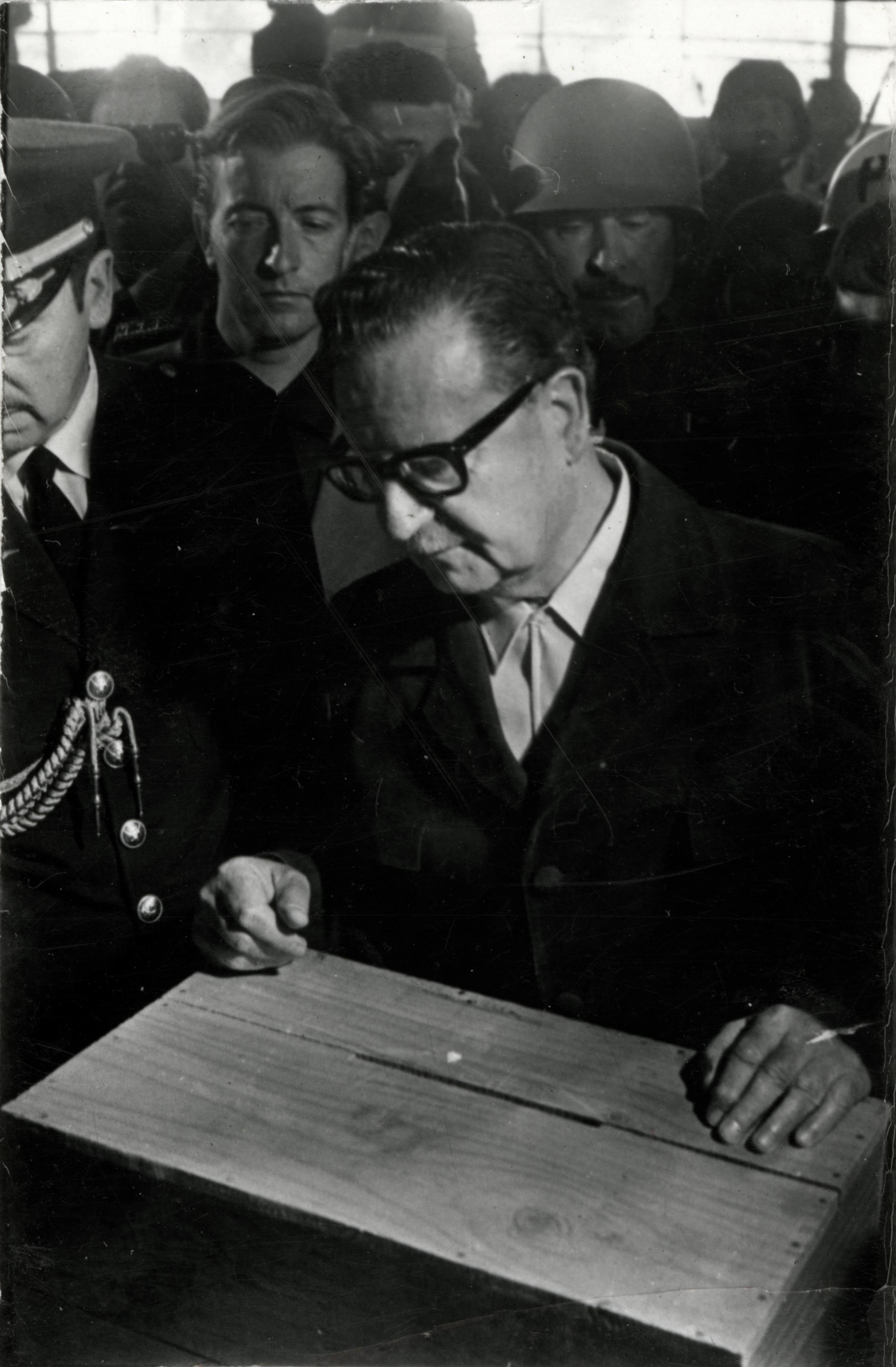
El presidente Salvador Allende votando en las elecciones parlamentarias de 1973.

El presidente de la República, Salvador Allende, concurrió a votar a las 10:06 al Liceo N° 14 de Las Condes, lugar donde también sufragó el ministro del Interior y comandante en jefe del Ejército, Carlos Prats. El Edificio Gabriela Mistral sirvió como centro de cómputos del Ministerio del Interior y a la vez albergó las mesas de votación de mujeres de la comuna «Santa Lucía» del centro de Santiago.
La televisión inició sus transmisiones temprano para entregar informaciones sobre las elecciones. Televisión Nacional de Chile, que tuvo a Rodolfo Tosto como director general de la transmisión ese día, comenzó sus emisiones a las 8:00 y se contemplaron microprogramas a cargo de Julio Lanzarotti, comentarios de Isabel Allende, entrevistas y un estudio desde el centro de cómputos en el Edificio Gabriela Mistral, finalizando con un foro político a cargo de Rafael Lasalvia, presentador de Parlamento 73. Canal 13 (junto a Canal 5 de Concepción) estuvo aliado con Radio Cooperativa e inició sus transmisiones a las 9:00 con una misa a cargo del cardenal Raúl Silva Henríquez y alternó transmisiones de los equipos móviles, despachos filmados desde las provincias, y enlaces con el estudio ubicado en el centro de cómputos del Ministerio del Interior, finalizando con una edición especial de A esta hora se improvisa. Canal 9 inició sus transmisiones a las 10:00 con las primeras informaciones, siendo seguido de un espacio musical, la primera edición de Nuevediario 73 a las 13:30, películas, entregas de datos oficiales, comentarios, la segunda edición del informativo y un foro político; la estación televisiva de la Universidad de Chile emitió en conjunto con Radio Corporación y su red de emisoras asociadas: «Esmeralda» de Iquique, «Antofagasta» de Antofagasta, «Atacama» de Copiapó, «Occidente» de La Serena, «Corporación» de Los Andes, «Victoria» de Limache, «Porteña» de Valparaíso, «El Litoral» de San Antonio, «Corporación» de Linares, «Constitución» de Constitución, «Talcahuano» de Talcahuano, «El Sur» de Concepción, «Central» de Temuco y «Camilo Henríquez» de Valdivia.
La crisis política, social y económica daba una aparente ventaja para la oposición, y las encuestas auguraban un resultado favorable para ésta, entre un 58% y un 62%. Los resultados de la elección, por tanto, supusieron un doble escenario: si bien la oposición conservaba la mayoría, la Unidad Popular había obtenido más votos de lo esperado, llegando a un 44,03% contra un 55,70% de la CODE. Si bien se habló de un resultado sorpresivo, lo cierto es que el porcentaje de votos alcanzado por la coalición de izquierda es prácticamente igual al obtenido por los partidos de la misma en las elecciones parlamentarias de 1969 (43,84%). La correlación de fuerzas resultante impediría que el Senado pudiera acusar constitucionalmente al presidente Allende.[cita requerida]

## Elección de laCámara de Diputados

### Resultados
| Pacto o partido                           | Pacto o partido                | Sigla                       | Votos     | %?      | Dip.?   | %?      | ± %?        | ± D.?       |
| ----------------------------------------- | ------------------------------ | --------------------------- | --------- | ------- | ------- | ------- | ----------- | ----------- |
| A                                         | Confederación de la Democracia | CODE                        | 2 013 592 | 55,49 % | 87      | 58,00 % |             |             |
|                                           | Partido Demócrata Cristiano    | PDC                         | 1 055 120 | 29,07 % | 50      | 33,33 % | -1,97 %     | -5          |
| Partido Nacional                          | PN                             | 780 480                     | 21,51 %   | 34      | 22,67 % | 0,69 %  | Sin cambios |             |
| Democracia Radical                        | DR                             | 70 582                      | 1,94 %    | 2       | 1,33 %  |         |             |             |
| Partido Izquierda Radical                 | PIR                            | 60 166                      | 1,66 %    | 1       | 0,67 %  |         |             |             |
| Partido Democrático Nacional              | PADENA                         | 13 349                      | 0,37 %    | 0       | 0,00 %  | -1,94 % | Sin cambios |             |
| Votos Lista CODE                          | CODE                           | 33 895                      | 0,93 %    |         |         |         |             |             |
| B                                         | Partido de la Unidad Popular   | UP                          | 1 605 170 | 44,23 % | 63      | 42,00 % |             |             |
|                                           | Partido Socialista             | PS                          | 678 796   | 18,70 % | 28      | 18,67 % | 5,94 %      | +13         |
| Partido Comunista                         | PCCh                           | 593 738                     | 16,36 %   | 25      | 16,67 % | -0,24 % | +3          |             |
| Partido Radical                           | PR                             | 133 745                     | 3,69 %    | 5       | 3,33 %  | -9,90 % | -19         |             |
| Movimiento de Acción Popular Unitaria     | MAPU                           | 92 592                      | 2,55 %    | 2       | 1,33 %  |         |             |             |
| Izquierda Cristiana                       | IC                             | 41 589                      | 1,15 %    | 1       | 0,67 %  |         |             |             |
| Acción Popular Independiente              | API                            | 29 972                      | 0,83 %    | 2       | 1,33 %  |         |             |             |
| Votos Lista UP                            | UP                             | 34 738                      | 0,96 %    |         |         |         |             |             |
| C                                         | Unión Socialista Popular       | USOPO                       | 10 287    | 0,28 %  | 0       | 0,00 %  | -1,97 %     | Sin cambios |
| Total de votos válidos                    | Total de votos válidos         | Total de votos válidos      | 3 629 049 | 98,43 % |         |         |             |             |
| Votos nulos y en blanco                   | Votos nulos y en blanco        | Votos nulos y en blanco     | 58 056    | 1,57 %  |         |         |             |             |
| Total de sufragios emitidos               | Total de sufragios emitidos    | Total de sufragios emitidos | 3 687 105 | 100 %   |         |         |             |             |
| Fuente: Dirección del Registro Electoral. |                                |                             |           |         |         |         |             |             |

### Listado de diputados 1973-1977

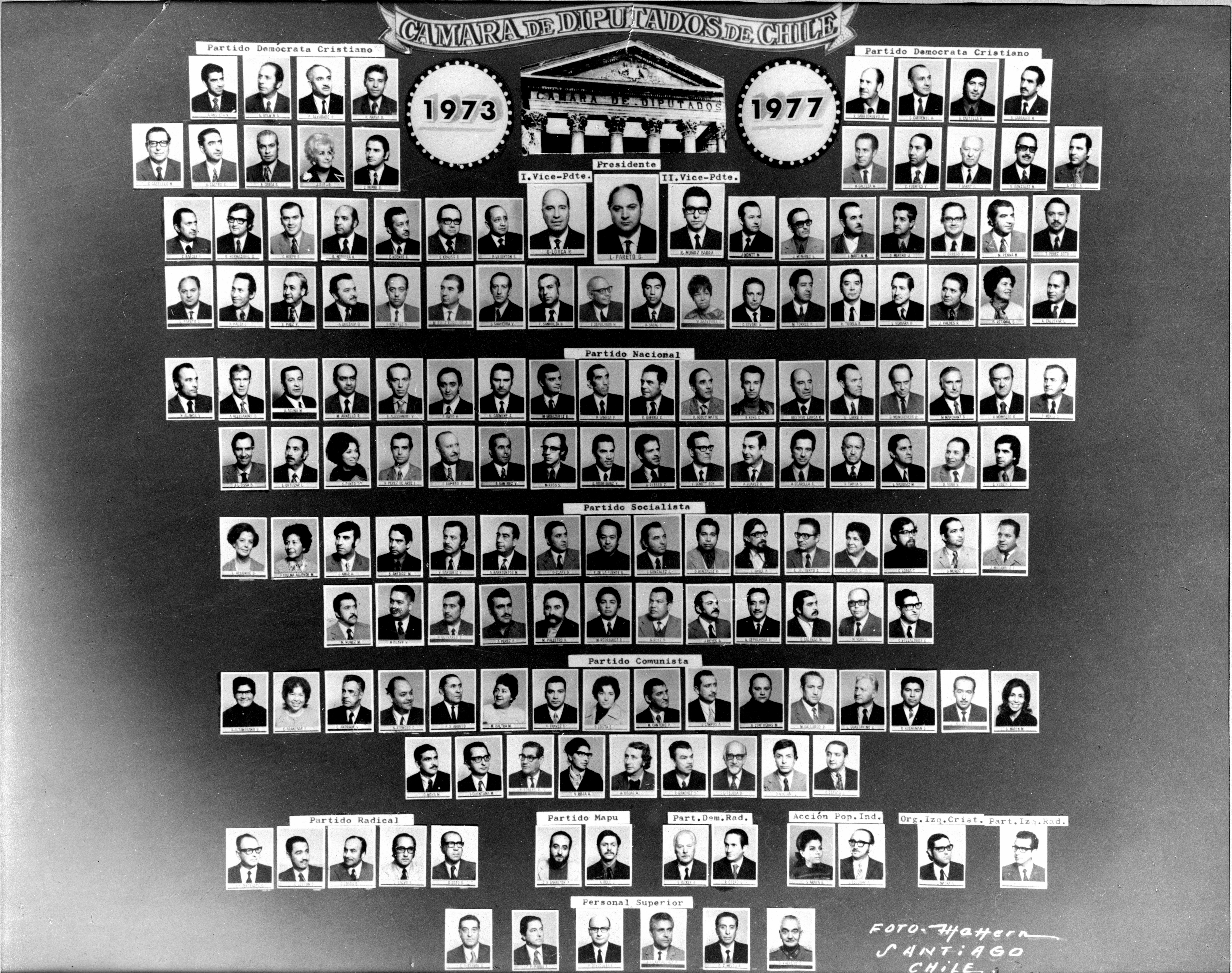
Composición de la Cámara de Diputados para el período 1973-1977.

| Departamentos                                      | N.º | Diputado                             | Partido |
| -------------------------------------------------- | --- | ------------------------------------ | ------- |
| Arica Pisagua Iquique                              | 1   | Vicente Atencio Cortés               | PCCh    |
| Arica Pisagua Iquique                              | 2   | Orel Viciani Escker                  | PCCh    |
| Arica Pisagua Iquique                              | 3   | Bernardino Guerra Cofré              | PN      |
| Arica Pisagua Iquique                              | 4   | Humberto Palza Corvacho              | PDC     |
| Tocopilla Antofagasta El Loa Taltal                | 5   | Vilma Rojas Alfaro                   | PCCh    |
| Tocopilla Antofagasta El Loa Taltal                | 6   | Pedro Araya Ortiz                    | PDC     |
| Tocopilla Antofagasta El Loa Taltal                | 7   | Cesareo Castillo Michea              | PDC     |
| Tocopilla Antofagasta El Loa Taltal                | 8   | Domingo Claps Gallo                  | PS      |
| Tocopilla Antofagasta El Loa Taltal                | 9   | Arturo Alessandri Besa               | PN      |
| Tocopilla Antofagasta El Loa Taltal                | 10  | Rubén Soto Gutiérez                  | PR      |
| Tocopilla Antofagasta El Loa Taltal                | 11  | Hugo Robles Robles                   | PCCh    |
| Chañaral-Copiapó Freirina-Huasco                   | 12  | Raúl Armando Barrionuevo             | PDC     |
| Chañaral-Copiapó Freirina-Huasco                   | 13  | Leonardo Hagel Arredondo             | PS      |
| La Serena Coquimbo Elqui Ovalle Combarbalá Illapel | 14  | Mario Torres Peralta                 | PDC     |
| La Serena Coquimbo Elqui Ovalle Combarbalá Illapel | 15  | Silvia Victoria Araya González       | API     |
| La Serena Coquimbo Elqui Ovalle Combarbalá Illapel | 16  | Clemente Fuentealba Caamaño          | PR      |
| La Serena Coquimbo Elqui Ovalle Combarbalá Illapel | 17  | Eduardo Sepúlveda Whittle            | PDC     |
| La Serena Coquimbo Elqui Ovalle Combarbalá Illapel | 18  | Alejandro Jiliberto Zepeda           | PS      |
| La Serena Coquimbo Elqui Ovalle Combarbalá Illapel | 19  | Marino Penna Miranda                 | PDC     |
| La Serena Coquimbo Elqui Ovalle Combarbalá Illapel | 20  | Amanda Elisa Altamirano Guerrero     | PCCh    |
| Petorca San Felipe Los Andes                       | 21  | Eduardo Cerda García                 | PDC     |
| Petorca San Felipe Los Andes                       | 22  | Raúl Sánchez Bañados                 | PCCh    |
| Petorca San Felipe Los Andes                       | 23  | Jorge Domingo Godoy Matte            | PN      |
| Valparaíso Quillota Limache Casablanca             | 24  | Gonzalo Yuseff Sotomayor             | PN      |
| Valparaíso Quillota Limache Casablanca             | 25  | Héctor Castro Castro                 | PDC     |
| Valparaíso Quillota Limache Casablanca             | 26  | Gustavo Cardemil Alfaro              | PDC     |
| Valparaíso Quillota Limache Casablanca             | 27  | Alfonso Ansieta Núñez                | PDC     |
| Valparaíso Quillota Limache Casablanca             | 28  | Luis Guastavino Córdova              | PCCh    |
| Valparaíso Quillota Limache Casablanca             | 29  | Carlos Andrade Vera                  | PCCh    |
| Valparaíso Quillota Limache Casablanca             | 30  | Manuel Cantero Prado                 | PCCh    |
| Valparaíso Quillota Limache Casablanca             | 31  | Gustavo Lorca Rojas                  | PN      |
| Valparaíso Quillota Limache Casablanca             | 32  | Aníbal Scarella Calandroni           | PN      |
| Valparaíso Quillota Limache Casablanca             | 33  | Eugenio Ortúzar Latapiat             | PN      |
| Valparaíso Quillota Limache Casablanca             | 34  | Armando Barrientos Miranda           | PS      |
| Valparaíso Quillota Limache Casablanca             | 35  | Andrés Sepúlveda Carmona             | PS      |
| 1.er. Distrito Metropolitano: Santiago             | 36  | Bernardo Leighton Guzmán             | PDC     |
| 1.er. Distrito Metropolitano: Santiago             | 37  | Gladys Marín Millié                  | PCCh    |
| 1.er. Distrito Metropolitano: Santiago             | 38  | Fernando Sanhueza Herbage            | PDC     |
| 1.er. Distrito Metropolitano: Santiago             | 39  | Wilna Saavedra Cortés                | PDC     |
| 1.er. Distrito Metropolitano: Santiago             | 40  | Claudio Orrego Vicuña                | PDC     |
| 1.er. Distrito Metropolitano: Santiago             | 41  | Luis Pareto González                 | PDC     |
| 1.er. Distrito Metropolitano: Santiago             | 42  | Rafael Otero Echeverría              | DR      |
| 1.er. Distrito Metropolitano: Santiago             | 43  | Luis Maira Aguirre                   | IC      |
| 1.er. Distrito Metropolitano: Santiago             | 44  | Luis Ricardo Hormazábal Sánchez      | PDC     |
| 1.er. Distrito Metropolitano: Santiago             | 45  | Silvia Pinto Torres                  | PN      |
| 1.er. Distrito Metropolitano: Santiago             | 46  | Mario Arnello Romo                   | PN      |
| 1.er. Distrito Metropolitano: Santiago             | 47  | Gustavo Monckeberg Barros            | PN      |
| 1.er. Distrito Metropolitano: Santiago             | 48  | Hermógenes Pérez de Arce Ibieta      | PN      |
| 1.er. Distrito Metropolitano: Santiago             | 49  | Juan Luis Ossa Bulnes                | PN      |
| 1.er. Distrito Metropolitano: Santiago             | 50  | Fidelma Allende Miranda              | PS      |
| 1.er. Distrito Metropolitano: Santiago             | 51  | Víctor Barberis Yori                 | PS      |
| 1.er. Distrito Metropolitano: Santiago             | 52  | Alejandro Rojas Wainer               | PCCh    |
| 1.er. Distrito Metropolitano: Santiago             | 53  | Carmen Lazo Carrera                  | PS      |
| 2.º. Distrito Metropolitano: Talagante             | 54  | Laura Allende Gossens                | PS      |
| 2.º. Distrito Metropolitano: Talagante             | 55  | Eliana Araníbar Figueroa             | PCCh    |
| 2.º. Distrito Metropolitano: Talagante             | 56  | Sergio Saavedra Viollier             | PDC     |
| 2.º. Distrito Metropolitano: Talagante             | 57  | Blanca Retamal Contreras             | PDC     |
| 2.º. Distrito Metropolitano: Talagante             | 58  | Luciano Vásquez Muruaga              | PN      |
| 3.er. Distrito Metropolitano: Puente Alto          | 59  | Alberto Zaldívar Larraín             | PDC     |
| 3.er. Distrito Metropolitano: Puente Alto          | 60  | Mario Palestro                       | PS      |
| 3.er. Distrito Metropolitano: Puente Alto          | 61  | Carlos Dupré Silva                   | PDC     |
| 3.er. Distrito Metropolitano: Puente Alto          | 62  | Gustavo Alessandri Valdés            | PN      |
| 3.er. Distrito Metropolitano: Puente Alto          | 63  | Jorge Insunza Becker                 | PCCh    |
| Melipilla San Bernardo Maipo San Antonio           | 64  | Mireya Baltra Moreno                 | PCCh    |
| Melipilla San Bernardo Maipo San Antonio           | 65  | Andrés Aylwin Azócar                 | PDC     |
| Melipilla San Bernardo Maipo San Antonio           | 66  | Juana Dip Muhana                     | PDC     |
| Melipilla San Bernardo Maipo San Antonio           | 67  | Alfonso Suárez Obiol                 | PN      |
| Melipilla San Bernardo Maipo San Antonio           | 68  | José Matías Núñez Malhue             | PS      |
| Rancagua Cachapoal Caupolicán San Vicente          | 69  | Ricardo Tudela Barraza               | PDC     |
| Rancagua Cachapoal Caupolicán San Vicente          | 70  | José Ricardo Monares Gómez           | PDC     |
| Rancagua Cachapoal Caupolicán San Vicente          | 71  | Wladimir Lenin Chávez Rodríguez      | PCCh    |
| Rancagua Cachapoal Caupolicán San Vicente          | 72  | Patricio Mekis Spikin                | PN      |
| Rancagua Cachapoal Caupolicán San Vicente          | 73  | Héctor Olivares Solís                | PS      |
| Rancagua Cachapoal Caupolicán San Vicente          | 74  | Esteban Leyton Soto                  | PR      |
| San Fernando Colchagua Santa Cruz                  | 75  | Raúl Herrera Herrera                 | PDC     |
| San Fernando Colchagua Santa Cruz                  | 76  | Silvia Costa Espinoza                | PCCh    |
| San Fernando Colchagua Santa Cruz                  | 77  | Maximiano Errázuriz Eguiguren        | PN      |
| San Fernando Colchagua Santa Cruz                  | 78  | Joel Marambio Páez                   | PS      |
| Curicó Mataquito                                   | 79  | Rodolfo Ramírez Valenzuela           | PN      |
| Curicó Mataquito                                   | 80  | Carlos Garcés Fernández              | PDC     |
| Curicó Mataquito                                   | 81  | Óscar Moya Muñoz                     | PCCh    |
| Talca Curepto Lontué                               | 82  | Gustavo Ramírez Vergara              | PDC     |
| Talca Curepto Lontué                               | 83  | Silvio Rodríguez Villalobos          | PN      |
| Talca Curepto Lontué                               | 84  | Manuel Gamboa Valenzuela             | PN      |
| Talca Curepto Lontué                               | 85  | Guillermo Muñoz Zúñiga               | PS      |
| Talca Curepto Lontué                               | 86  | Julio Campos Ávila                   | PCCh    |
| Constitución Cauquenes Chanco                      | 87  | Juan Valdés Rodríguez                | PDC     |
| Constitución Cauquenes Chanco                      | 88  | Luis Osvaldo Escobar Astaburuaga     | API     |
| Constitución Cauquenes Chanco                      | 89  | Osvaldo Vega Vera                    | PN      |
| Linares Parral Loncomilla                          | 90  | Alejandro Bell Jara                  | MAPU    |
| Linares Parral Loncomilla                          | 91  | Fernando Romero Vásquez              | PN      |
| Linares Parral Loncomilla                          | 92  | Carlos Villalobos Sepúlveda          | PS      |
| Linares Parral Loncomilla                          | 93  | Guido Castilla Hernández             | PDC     |
| Itata San Carlos                                   | 94  | César Fuentes Venegas                | PDC     |
| Itata San Carlos                                   | 95  | Germán Riesco Zañartu                | PN      |
| Itata San Carlos                                   | 96  | Mario Reyes Aroca                    | PS      |
| Chillán Bulnes Yungay                              | 97  | José Luis Martin Mardones            | PDC     |
| Chillán Bulnes Yungay                              | 98  | Eduardo Contreras Mella              | PCCh    |
| Chillán Bulnes Yungay                              | 99  | Hugo Álamos Vásquez                  | PN      |
| Chillán Bulnes Yungay                              | 100 | Lautaro Vergara Osorio               | PDC     |
| Chillán Bulnes Yungay                              | 101 | Francisco Rogelio de la Fuente Gaete | PS      |
| Tomé Concepción Talcahuano Yumbel                  | 102 | Arturo Frei Bolívar                  | PDC     |
| Tomé Concepción Talcahuano Yumbel                  | 103 | Hosain Sabag                         | PDC     |
| Tomé Concepción Talcahuano Yumbel                  | 104 | Mariano Ruiz-Esquide Jara            | PDC     |
| Tomé Concepción Talcahuano Yumbel                  | 105 | Iván Quintana Miranda                | PCCh    |
| Tomé Concepción Talcahuano Yumbel                  | 106 | Fernando Agurto Ramírez              | PCCh    |
| Tomé Concepción Talcahuano Yumbel                  | 107 | Eduardo King Caldichoury             | PN      |
| Tomé Concepción Talcahuano Yumbel                  | 108 | Manuel Rodríguez Rodríguez           | PS      |
| Tomé Concepción Talcahuano Yumbel                  | 109 | Óscar González Robles                | PS      |
| Tomé Concepción Talcahuano Yumbel                  | 110 | Óscar Garretón Purcell               | MAPU    |
| Arauco Lebu-Cañete                                 | 111 | Claudio Huepe García                 | PDC     |
| Arauco Lebu-Cañete                                 | 112 | Manuel Gallardo Paz                  | PCCh    |
| La Laja Nacimiento Mulchén Los Ángeles             | 113 | Arturo Pérez Palavecino              | PS      |
| La Laja Nacimiento Mulchén Los Ángeles             | 114 | Luis Enrique Tejeda Oliva            | PCCh    |
| La Laja Nacimiento Mulchén Los Ángeles             | 115 | Mario Ríos Santander                 | PN      |
| La Laja Nacimiento Mulchén Los Ángeles             | 116 | Anselmo Quezada Quezada              | PDC     |
| Angol Collipulli Traiguén Victoria Curacautín      | 117 | Manuel Galilea Widmer                | PDC     |
| Angol Collipulli Traiguén Victoria Curacautín      | 118 | Carlos Sívori Alzérreca              | PDC     |
| Angol Collipulli Traiguén Victoria Curacautín      | 119 | Francisco Bayo Veloso                | PN      |
| Angol Collipulli Traiguén Victoria Curacautín      | 120 | Camilo Salvo Inostroza               | PR      |
| Angol Collipulli Traiguén Victoria Curacautín      | 121 | Roberto Muñoz Barra                  | PIR     |
| Angol Collipulli Traiguén Victoria Curacautín      | 122 | Daniel Salinas Muñoz                 | PS      |
| Lautaro Temuco Imperial Villarrica                 | 123 | Víctor González Maertens             | PDC     |
| Lautaro Temuco Imperial Villarrica                 | 124 | Pedro Alvarado Páez                  | PDC     |
| Lautaro Temuco Imperial Villarrica                 | 125 | Sergio Merino Jarpa                  | PDC     |
| Lautaro Temuco Imperial Villarrica                 | 126 | Enrique Krauss Rusque                | PDC     |
| Lautaro Temuco Imperial Villarrica                 | 127 | Rosendo Huenumán García              | PCCh    |
| Lautaro Temuco Imperial Villarrica                 | 128 | Víctor Carmine Zúñiga                | PN      |
| Lautaro Temuco Imperial Villarrica                 | 129 | Hardy René Momberg Roa               | PN      |
| Lautaro Temuco Imperial Villarrica                 | 130 | Germán Becker Bäechler               | DR      |
| Lautaro Temuco Imperial Villarrica                 | 131 | Luis Gastón Lobos Barrientos         | PR      |
| Lautaro Temuco Imperial Villarrica                 | 132 | José Amar Amar                       | PS      |
| Valdivia Panguipulli La Unión Río Bueno            | 133 | Eduardo Koenig Carrillo              | PDC     |
| Valdivia Panguipulli La Unión Río Bueno            | 134 | Enrique Larre Asenjo                 | PN      |
| Valdivia Panguipulli La Unión Río Bueno            | 135 | Agustín Acuña Méndez                 | PN      |
| Valdivia Panguipulli La Unión Río Bueno            | 136 | Carlos Lorca Tobar                   | PS      |
| Valdivia Panguipulli La Unión Río Bueno            | 137 | Hernán Olave Verdugo                 | PS      |
| Osorno Río Negro                                   | 138 | Fernando Otto Schott Scheuch         | PN      |
| Osorno Río Negro                                   | 139 | Julio Montt Momberg                  | PDC     |
| Osorno Río Negro                                   | 140 | Rubén Zapata Bravo                   | PCCh    |
| Llanquihue Puerto Varas Maullín-Calbuco            | 141 | Mario Marchant Binder                | PN      |
| Llanquihue Puerto Varas Maullín-Calbuco            | 142 | Sergio Páez Verdugo                  | PDC     |
| Llanquihue Puerto Varas Maullín-Calbuco            | 143 | Antonio Ruiz Paredes                 | PS      |
| Ancud Castro Quinchao-Palena                       | 144 | René Tapia Salgado                   | PN      |
| Ancud Castro Quinchao-Palena                       | 145 | José Félix Garay Figueroa            | PDC     |
| Ancud Castro Quinchao-Palena                       | 146 | Manuel Vera Cárcamo                  | PS      |
| Aysén-Coyhaique General Carrera-Baker              | 147 | Baldemar Carrasco Muñoz              | PDC     |
| Aysén-Coyhaique General Carrera-Baker              | 148 | Sergio Anfossi Muñoz                 | PS      |
| Última Esperanza Magallanes-Tierra del Fuego       | 149 | Tolentino Pérez Soto                 | PDC     |
| Última Esperanza Magallanes-Tierra del Fuego       | 150 | Carlos González Jaksic               | PS      |

## Elección delSenado

### Resultados
| Pacto o partido                           | Pacto o partido                | Sigla                  | Votos     | %?      | Sen.?   | %?      | ± %?     |
| ----------------------------------------- | ------------------------------ | ---------------------- | --------- | ------- | ------- | ------- | -------- |
| A                                         | Confederación de la Democracia | CODE                   | 1 259 343 | 57,25 % | 14      | 56,00 % |          |
|                                           | Partido Demócrata Cristiano    | PDC                    | 745 274   | 33,88 % | 10      | 40,00 % | -13,38 % |
| Partido Nacional                          | PN                             | 417 311                | 18,97 %   | 4       | 16,00 % |         |          |
| Democracia Radical                        | DR                             | 47 992                 | 2,18 %    | 0       | 0,00 %  |         |          |
| Partido Izquierda Radical                 | PIR                            | 34 334                 | 1,56 %    | 0       | 0,00 %  |         |          |
| Votos Lista CODE                          | CODE                           | 14 432                 | 0,66 %    |         |         |         |          |
| B                                         | Partido de la Unidad Popular   | UP                     | 940 512   | 42,75 % | 11      | 44,00 % |          |
|                                           | Partido Socialista             | PS                     | 392 469   | 17,84 % | 5       | 20,00 % | 7,04 %   |
| Partido Comunista                         | PCCh                           | 380 460                | 17,29 %   | 5       | 20,00 % | 6,85 %  |          |
| Partido Radical                           | PR                             | 126 961                | 5,77 %    | 1       | 4,00 %  | -8,01 % |          |
| Movimiento de Acción Popular Unitaria     | MAPU                           | 23 191                 | 1,05 %    | 0       | 0,00 %  |         |          |
| Votos Lista UP                            | UP                             | 17 431                 | 0,79 %    |         |         |         |          |
| Total de votos válidos                    | Total de votos válidos         | Total de votos válidos | 2 199 855 | 100 %   |         |         |          |
| Fuente: Dirección del Registro Electoral. |                                |                        |           |         |         |         |          |

### Listado de senadores 1973-1977
Las provincias que escogían senadores en esta elección para el período 1973-1981 fueron: Atacama y Coquimbo; Santiago; Curicó, Talca y Maule; Biobío, Malleco y Cautín; Chiloé, Aysén y Magallanes. Están marcados con celdas oscuras y en negrita.
Las restantes provincias en el listado que a continuación se entrega, corresponden a los senadores del período 1969-1977, que mantienen su escaño desde la elección anterior.
| Provincias                 | N.º | Senador                           | Partido | Votos   | %       |
| -------------------------- | --- | --------------------------------- | ------- | ------- | ------- |
| Tarapacá Antofagasta       | 1   | Luis Valente Rossi                | PCCh    |         |         |
| Tarapacá Antofagasta       | 2   | Ramón Augusto Silva Ulloa         | USOPO   |         |         |
| Tarapacá Antofagasta       | 3   | Juan de Dios Carmona Peralta      | PDC     |         |         |
| Tarapacá Antofagasta       | 4   | Osvaldo Olguín Zapata             | PDC     |         |         |
| Tarapacá Antofagasta       | 5   | Víctor Contreras Tapia            | PCCh    |         |         |
| Atacama Coquimbo           | 6   | Alejandro Noemi Huerta            | PDC     | 22 288  | 12,28 % |
| Atacama Coquimbo           | 7   | Andrés Zaldívar Larraín           | PDC     | 36 998  | 20,39 % |
| Atacama Coquimbo           | 8   | Hugo Miranda Ramírez              | PR      | 12 562  | 6,92 %  |
| Atacama Coquimbo           | 9   | Luis Aguilera Báez                | PS      | 38 180  | 21,04 % |
| Atacama Coquimbo           | 10  | Julieta Campusano Chávez          | PCCh    | 45 920  | 25,31 % |
| Aconcagua Valparaíso       | 11  | Luis Bossay Leiva                 | PIR     |         |         |
| Aconcagua Valparaíso       | 12  | Pedro Ibáñez Ojeda                | PN      |         |         |
| Aconcagua Valparaíso       | 13  | Luis Corvalán Lepez               | PCCh    |         |         |
| Aconcagua Valparaíso       | 14  | Benjamín Prado Casas              | PDC     |         |         |
| Aconcagua Valparaíso       | 15  | Hugo Ballesteros Reyes            | PDC     |         |         |
| Santiago                   | 16  | Sergio Onofre Jarpa Reyes         | PN      | 191 611 | 14,06 % |
| Santiago                   | 17  | Eduardo Frei Montalva             | PDC     | 389 637 | 28,59 % |
| Santiago                   | 18  | José Musalem Saffie               | PDC     | 106 780 | 7,84 %  |
| Santiago                   | 19  | Carlos Altamirano Orrego          | PS      | 229 281 | 16,82 % |
| Santiago                   | 20  | Volodia Teitelboim Volosky        | PCCh    | 238 535 | 17,50 % |
| O'Higgins Colchagua        | 21  | Víctor García Garzena             | PN      |         |         |
| O'Higgins Colchagua        | 22  | Anselmo Sule Candia               | PR      |         |         |
| O'Higgins Colchagua        | 23  | Rafael Moreno Rojas               | PDC     |         |         |
| O'Higgins Colchagua        | 24  | Ricardo Valenzuela Sáez           | PDC     |         |         |
| O'Higgins Colchagua        | 25  | María Elena Carrera Villavicencio | PS      |         |         |
| Curicó Talca Linares Maule | 26  | Patricio Aylwin Azócar            | PDC     | 35 495  | 15,00 % |
| Curicó Talca Linares Maule | 27  | José Foncea Aedo                  | PDC     | 16 163  | 6,83 %  |
| Curicó Talca Linares Maule | 28  | Sergio Diez Urzúa                 | PN      | 59 446  | 25,12 % |
| Curicó Talca Linares Maule | 29  | Alejandro Enrique Toro Herrera    | PCCh    | 42 755  | 18,07 % |
| Curicó Talca Linares Maule | 30  | Álvaro Erick Schnake Silva        | PS      | 53 483  | 22,60 % |
| Ñuble Concepción Arauco    | 31  | Alberto Jerez Horta               | IC      |         |         |
| Ñuble Concepción Arauco    | 32  | Tomás Pablo Elorza                | PDC     |         |         |
| Ñuble Concepción Arauco    | 33  | Jorge Montes Moraga               | PCCh    |         |         |
| Ñuble Concepción Arauco    | 34  | Humberto Aguirre Doolan           | PIR     |         |         |
| Ñuble Concepción Arauco    | 35  | Francisco Bulnes Sanfuentes       | PN      |         |         |
| Biobío Malleco Cautín      | 36  | Patricio Phillips Peñafiel        | PN      | 42 197  | 15,79 % |
| Biobío Malleco Cautín      | 37  | Jaime León Suárez Bastidas        | PS      | 45 291  | 16,95 % |
| Biobío Malleco Cautín      | 38  | Ernesto Araneda Briones           | PCCh    | 35 646  | 13,34 % |
| Biobío Malleco Cautín      | 39  | Renán Fuentealba Moena            | PDC     | 37 679  | 14,10 % |
| Biobío Malleco Cautín      | 40  | Jorge Lavandero Illanes           | PDC     | 46 376  | 17,36 % |
| Valdivia Osorno Llanquihue | 41  | Américo Acuña Rosas               | PIR     |         |         |
| Valdivia Osorno Llanquihue | 42  | Julio von Mühlenbrock Lira        | PN      |         |         |
| Valdivia Osorno Llanquihue | 43  | Luis Papic Ramos                  | PDC     |         |         |
| Valdivia Osorno Llanquihue | 44  | Narciso Irureta Aburto            | PDC     |         |         |
| Valdivia Osorno Llanquihue | 45  | Aniceto Rodríguez Arenas          | PS      |         |         |
| Chiloé Aysén Magallanes    | 46  | Fernando Ochagavía Valdés         | PN      | 11 411  | 12,96 % |
| Chiloé Aysén Magallanes    | 47  | Adonis Sepúlveda Acuña            | PS      | 20 440  | 23,22 % |
| Chiloé Aysén Magallanes    | 48  | Luis Godoy Gómez                  | PCCh    | 10 977  | 12,47 % |
| Chiloé Aysén Magallanes    | 49  | Juan Hamilton Depassier           | PDC     | 16 107  | 18,29 % |
| Chiloé Aysén Magallanes    | 50  | Alfredo Macario Lorca Valencia    | PDC     | 13 412  | 15,23 % |

## Reacciones

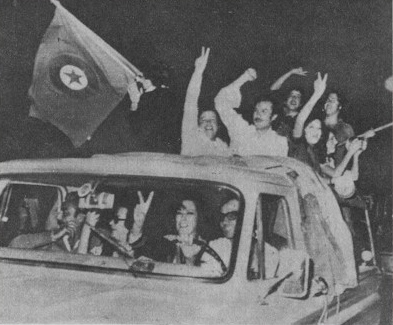
Manifestación a favor del Partido Nacional durante las elecciones parlamentarias.

El diario La Nación tituló en el día siguiente a las elecciones que «el pueblo sepultó al gorilismo derechista»; en esa misma jornada el ministro del Interior Carlos Prats afirmó que «el sistema electoral chileno ya no resiste una nueva elección».

### Denuncia de supuesto fraude electoral
Con posterioridad a los comicios, salieron a la luz pública denuncias de un supuesto fraude electoral. Una investigación de la Facultad de Derecho de la Pontificia Universidad Católica de Chile, encabezada por Jaime del Valle y presentada por Canal 13 en la noche del 17 de julio, establecía la existencia de un supuesto fraude electoral cifrado en alrededor de 200 mil votos, basándose dicho fraude en inscripciones falsas y adulteración de los registros.
El director del Registro Electoral, Andrés Rillón, desestimó las acusaciones señalando que la denuncia por sí misma no probaba la existencia de un fraude, a la vez que el director del Servicio de Registro Civil e Identificación, Heriberto Benquis, descartó la supuesta inscripción fraudulenta de ciudadanos, mientras que la prensa oficialista denunció que Jaime del Valle habría adulterado los datos de identificación de algunos de los votantes presentados en la investigación, reemplazando dígitos en los números de cédulas de identidad.
La denuncia de supuesto fraude electoral fue objeto de indagación por una Comisión Investigadora en la Cámara de Diputados, constituida el 24 de julio y que cesó sus funciones con la disolución del Congreso tras el Golpe de Estado en Chile de 1973, quedando la investigación inconclusa.
Luego del golpe de Estado, en una sesión de la Comisión de Estudios de la Nueva Constitución se dejó establecida la inoperancia práctica de los registros electorales y la necesidad de su depuración. Finalmente, por Decreto Ley N.º 130 de 19 de noviembre de 1973, se declaró la caducidad de los registros, los cuales fueron destruidos en julio de 1974; la Organización de Estados Americanos (OEA) manifestó una opinión negativa respecto de dicha destrucción mediante un informe entregado en octubre de 1974:

Como, de acuerdo con el crecimiento vegetativo, el Registro Cívico de Chile debería llegar en 1970 a los cinco millones de inscritos, el número de las inscripciones fraudulentas –aún calculadas por dicho método conjetural—no excedería del cinco por ciento del total de las inscripciones.
No es concebible que a esta altura de los tiempos, con los medios técnicos de que se dispone, entre depurar un Registro Cívico en el cual se detecta un cinco por ciento de inscripciones fraudulentas, y destruirlo de raíz, se opte por esta segunda solución
Informe de la Organización de Estados Americanos (25 de octubre de 1974)

En octubre de 1986, ya con el Servicio Electoral de Chile reemplazando a la antigua Dirección del Registro Electoral, se abrieron nuevos registros de votantes.